# Saint-Michel-de-la-Roë
Saint-Michel-de-la-Roë – miejscowość i gmina we Francji, w regionie Kraj Loary, w departamencie Mayenne.
Według danych na rok 2010 gminę zamieszkiwało 249 osób, a gęstość zaludnienia wynosiła 18 osób/km².